# Barra, Bahia
Barra là một đô thị thuộc bang Bahia, Brasil. Đô thị này có diện tích 11332,95 km², dân số năm 2007 là 47202 người, mật độ 4,17 người/km².
Barra ban đầu là nơi định cư của người Xakriabá sống cùng Rio São Francisco. Một đoàn tàu của Casa da Torre của Dias D'Ávila được thiết lập tại các khe núi của Rio Grande (Bahia) vào năm 1670 tại ngã ba của Rio Grande và São Francisco. Những người Dòng Phan Sinh đã xây dựng một nhà nguyện vào năm 1680 và nó được biết đến với tên địa phương là São Francisco das Chagas da Barra do Rio Grande do Sul. Khu định cư này đã trở thành Vila de São Francisco do Rio Grande do Sul vào năm 1752. Tên được đơn giản hóa vào năm 1873 thành Barra do Rio Grande, và một lần nữa vào năm 1931 thành Barra.
Barra là một trong những thành phố thịnh vượng nhất ở bang Bahia do giao thông thương mại dọc theo Rio São Francisco. Đường bộ được xây dựng vào bên trong của Bahia vào những năm 1970 và Barra mất tầm quan trọng đối với giao thông đường thủy nội địa. Ngoài ra, hệ thống đường cao tốc không mở rộng đến Barra. Thành phố rơi vào tình trạng suy giảm và nhiều người dân rời đi tìm việc ở nơi khác. Barra cuối cùng đã được kết nối bằng đường cao tốc đến các khu vực khác của Bahia vào năm 1998